# 或許
〈或許〉（日语： tabun */?）是日本雙人音樂組合YOASOBI的第四首單曲，於2020年7月20日發行。此曲是monogatary.com「將小說音樂化」企劃的第三部作品，以信濃所著的同名小說《或許》為原型創作。

## 製作與背景
〈或許〉由Ayase創作，ikura演唱。是首時長4分16秒，每分鐘90拍的F大調日本流行音樂。〈或許〉是以日本網路作家信濃所著小說《或許》為原型創作。該小說於2020年2月5日在由雙葉社和索尼音樂娛樂合作營運的小說連載網站monogatary.com上發佈，亦是YOASOBI舉辦的徵文比賽《夜遊改編小說大賽vol. 1》的得獎作品，比賽主題是「在滿是塵埃的早晨」。Ayase一般會用數天時間作詞，但他僅花了半小時便完成此曲的填詞工作，理由是小說的故事容易產生代入感，以及歌名〈或許〉能讓歌詞帶有一些隨意的元素。
英語版〈Haven't〉2021年11月11日23時於Ayase的YouTube頻道首播，為當日首播的四首歌曲中的第一首。由青木Konnie（英語：Konnie Aoki）作詞，MV沿用南條沙步製作的日語版動畫。隨後播放另三首單曲〈Encore〉、〈Comet〉、〈Tracing A Dream〉。

## 歌詞內容概述
歌詞內容是女主角的個人幻想，故事中的男女主角原為同居情侶，然而在生活上產生磨擦而導致沒有辦法走下去，男生搬離了同居的住處，而女生則在充滿快樂回憶的房子裡開始幻想一個「或許」會發生的情境。 

## 商業成績
2020年8月3日，歌曲獲得Oricon公信榜單曲合算週榜第8名和《日本公告牌》百強單曲榜第15名，以及《日本公告牌》百強單曲榜2020年度第89名。
2020年，歌曲和同名小說被改編為同名為《或許》36分鐘長的真人版電影，該電影在2020年11月13日發布。

## 音乐视频
此曲的音乐视频於2020年7月20日在Ayase的YouTube頻道上發佈。截至2025年2月16日，其點擊數已超過1.3億次。影片動畫由動畫師南條沙步製作。

## 現場演唱
2021年7月4日，YOASOBI在線上演唱會《SING YOUR WORLD》演唱此曲，此曲為第四首演唱的歌曲。

## 收錄歌曲
| 數位下載 | 數位下載 | 數位下載 | 數位下載 | 數位下載 |
| 曲序     | 曲目     | 词曲     | 编曲     | 时长     |
| -------- | -------- | -------- | -------- | -------- |
| 1.       |          | Ayase    | Ayase    | 4:16     |
| 总时长： | 总时长： | 总时长： | 总时长： | 4:16     |

| 數位下載 | 數位下載                  | 數位下載    | 數位下載 | 數位下載 |
| 曲序     | 曲目                      |             | 编曲     | 时长     |
| -------- | ------------------------- | ----------- | -------- | -------- |
| 1.       | Haven't (English Version) | Konnie Aoki | Ayase    | 4:16     |
| 总时长： | 总时长：                  | 总时长：    | 总时长： | 4:16     |